# Stipa juncea
Stipa juncea är en gräsart som beskrevs av Carl von Linné. Stipa juncea ingår i släktet fjädergrässläktet, och familjen gräs. Inga underarter finns listade i Catalogue of Life.